# (16152) 1999 YN12
(16152) 1999 YN12 ist ein Asteroid aus der Gruppe der Jupiter-Trojaner. Damit werden Asteroiden bezeichnet, die auf den Lagrange-Punkten auf der Bahn des Jupiter um die Sonne laufen. (16152) 1999 YN12 wurde am 30. Dezember 1999 von den italienischen Astronomen Luciano Tesi und Maura Tombelli am Osservatorio Astronomico della Montagna Pistoiese (IAU-Code 104) bei San Marcello Pistoiese entdeckt. Er ist dem Lagrangepunkt L4 zugeordnet.